# المپیک زمستانی ۲۰۳۰
بازی‌های المپیک زمستانی ۲۰۳۰، با نام رسمی المپیک زمستانی XXVI (به فرانسوی: Jeux olympiques d'hiver de 2030)و با نام تجاری آلپ فرانسه ۲۰۳۰ (Alpes Françaises 2030) یک رویداد ورزشی  چندرشته‌ای بین‌المللی است که از ۸ تا ۲۴ فوریه ۲۰۳۰ در مناطق کوهستانی آلپ فرانسه برگزار خواهد‌ شد. در صد و چهل و دومین نشست کمیته بین‌المللی المپیک (IOC) که در پاریس و در آستانه بازی‌های المپیک تابستانی ۲۰۲۴ برگزار شد، فرانسه به عنوان میزبان این دوره از بازی‌های المپیک زمستانی انتخاب گردید.

## انتخاب فرانسه به عنوان میزبان
کارل استوس، رئیس کمیسیون میزبانی‌های آینده کمیته بین المللی المپیک، پس از اعلام این تصمیم، بر دیدگاه فرانسه و آمریکا در زمینه تجربه ورزشکاران، همسویی با برنامه‌های توسعه اجتماعی-اقتصادی و حمایت گسترده مردمی و دولتی تأکید کرد. IOC نیز اعلام نمود که مذاکرات گسترده‌ای را با میزبانان احتمالی برای اعطای میزبانی بازی‌های زمستانی ۲۰۳۰ و ۲۰۳۴ آغاز خواهد داشت.

### ویژگی‌های بارز این دوره از بازی‌ها:
- محل برگزاری: مناطق کوهستانی آلپ فرانسه
- تاریخ برگزاری: ۸ تا ۲۴ فوریه ۲۰۳۰
- انتخاب میزبان: نشست صد و چهل و دوم IOC در پاریس

## روند مناقصه
روند جدید مناقصه کمیته بین المللی المپیک در صد و سی و چهارمین ‌جلسه آنها در ۲۴ ژوئن ۲۰۱۹ در شهر لوزون سوئیس تصویب شد.

### نامزدان علاقه‌مند
چهار کشور برای درخواست خود را برای میزبانی ارسال و مطالعات امکان‌سنجی را نیز انجام دادند:
- آلپ - فرانسه
- سالت لیک سیتی - ایالات متحده آمریکا
- استکهلم - سوئد
- سوئیس

در تاریخ ۲۱ نوامبر ۲۰۲۳، چهار کشورِ نامزد، درخواست شفاهی میزبانی خود را به کمیتهٔ بین‌المللی المپیک (IOC) ارائه داده بودند که در نهایت کمیسیون میزبانان آینده IOC در تاریخ ۲۹ نوامبر، ورود به «گفتگوی هدفمند»، فرانسه را به عنوان میزبان بازی‌های المپیک زمستانی پیشنهاد داد.

### انتخاب میزبان
در نشست ۱۴۲ (صد و چهل و دوم) IOC در ۲۴ ژوئیه ۲۰۲۴ در شهر پاریس، منطقه کوهستانی آلپ فرانسه به عنوان میزبان بازی‌های المپیک زمستانی ۲۰۳۰  انتخاب شد. همچنین با توجه به فرمت جدید انتخاب شهرهای میزبان بازی‌های المپیک آینده، رای‌گیری به شکل همه‌پرسی از ۹۵ نماینده انجام شد و میزبانی المپیک زمستانی ۲۰۳۰ و ۲۰۳۴ همانند بازی‌های المپیک ۲۰۲۴ و ۲۰۲۸، به‌طور همزمان مشخص و اعلام شد. اولین میزبانی به فرانسه و دومین میزبانی به ایالات متحده آمریکا رسید.
| شهر | کشور   | بله | خیر | ممتنع |
| --- | ------ | --- | --- | ----- |
| آلپ | فرانسه | ۸۴  | ۴   | ۷     |

## محل برگزاری مسابقات
طرح جامع برنامه‌ریزی‌شده شامل چهار منطقه است:
- اوت-ساووآ
- ساووآ
- اتز-آلپ
- آلپ-ماریتیم

## مسابقات
اعضای کمیتهٔ بین‌المللی المپیک در جلسه 142، برنامهٔ اولیهٔ ورزشی، که توسط هیئت اجرایی کمیتهٔ بین‌المللی المپیک پیشنهاد شده بود، تصویب کردند. کمیسیون برنامه المپیک، قبل از سال ۲۰۲۵ برای تعیین رشته‌های هر رشتهٔ ورزشی و سهمیه ورزشکاران حداکثر تا سال ۲۰۲۷، حکم خواهد داد.